# Хайнен-Айеш, Беттина
Беттина Хайнен-Айеш (нем. Bettina Heinen-Ayech; 3 сентября 1937, Золинген, Германия — 7 июня 2020, Мюнхен) — немецкая художница-акварелист, пленэрист. Картины представлялись на многочисленных персональных и групповых выставках в Германии, Алжире и других странах. Удостоена Гран-при города Алжир (Grand Prix de la ville d’Alger)(1976).

## Биография
Беттина Хайнен родилась в семье Иоганна Якоба Йозефа «Ганса» Хайнена (1895—1961), журналиста родом из города Баухема. На протяжении многих лет Иоганн работал главным редактором ежедневной газеты Solinger Tageblatts и отраслевой газеты Eberswalder Offertenblatt. Он также занимался лирикой и драматургией. Мать Беттины Эрна, урождённая Штайнхофф (1898—1969), родилась в Дюссельдорфе в семье родом из Вестфалии. Семья проживала в поместье Хайс-Азе в округе Зост. У Беттины было два брата и сестра. Дети росли в родительском доме в Золингене, окруженные атмосферой искусства и открытости. Семья жила в старинном фахверковом доме в районе Хёхшайд. Этот дом когда-то принадлежал мастеру местного свинцового рудника. Во время поездок на родину Беттина всегда останавливалась в этом доме.
Во время Второй мировой войны с 1942 года Беттина Хайнен жила с матерью и сестрой в Кройцталь-Айзенбахе недалеко от городка Исни-им-Алльгой в регионе Алльгой. В 1942 году к ним присоединился художник и друг семьи Эрвин Бовин (1899—1972), который вернулся в Германию после десятилетнего пребывания в Нидерландах. Эрвину приходилось постоянно скрываться от нацистских властей. В 1944 году после опубликования статьи о реальном положении дел в Германии преследованиям подвергся и отец Беттины, Ганс Хайнен. В Кройцталь пришли ордера на арест отца Беттины и Бовина. Как позже утверждал Хайнен, эти ордера «почтальонша разорвала на части».
С 1948 по 1954 год юная Беттина Хайнен училась в гимназии для девочек имени Августа Дике в Золингене. Учительница Беттины понимала и поощряла талант девочки. Первое художественное образование Беттина получила у Бовина, который в 1945 году переехал жить к семье Хайнен — в так называемый «Черный дом». До самой своей смерти Эрвин Бовин оставался наставником Беттины. С 1954 года она училась в кельнской производственной школе и посещала мастерскую монументальной настенной живописи под руководством Отто Герстера. В школе она закончила три предварительных класса. В 1955 году работы Беттины Хайнен — 20 акварелей и рисунков — были впервые выставлены в курзале Бад-Хомбурга. Картины 18-летней Беттины Хайнен были включены Ханной Беккер фом Рат, владелицей галереи из Франкфурта, в групповую выставку «Немецкое искусство настоящего времени» (1955/56). На этой выставке картины Беттины были представлены вместе с работами Карла Шмидта-Роттлуфа, Пауля Клее, Макса Бекмана, Макса Эрнста, Эрнста Людвига Кирхнера и Кете Кольвиц в рамках турне по Южной Америке, Африке и Азии. Художник Шмидт-Роттлуфф дал ей такой совет: «Беттина, оставайся верной себе!»
Затем последовала учёба у Германа Каспара в Мюнхенской академии художеств и поездки в Тичино. С 1958 года Беттина Хайнен училась в Датской королевской академии изящных искусств в Копенгагене и совершила первую из многочисленных последующих поездок в Норвегию, где она приобрела домик у подножья горы Шу-Сёстре. В 1959 и 1962 годах Беттина получала стипендию от Министерства культуры земли Северный Рейн-Вестфалия. Затем последовали поездки на остров Зильт, в Тичино, Норвегию и Париж. В 1962 году Беттина Хайнен совершила свою первую поездку в Северную Африку, получив приглашение в Каир от Немецкого института культуры.
В 1960 году в Париже во время рисования набросков в Люксембургском саду Беттина познакомилась со своим будущим мужем, алжирцем Абдельхамидом Айешем (1926—2010). Спустя два года после рождения дочери Дианы в 1961 году семья переехала в Гельму — родной город Айеша в Алжире, который к этому времени добился независимости от Франции. В 1969 году родился сын Харун.[10] На протяжении последующих десятилетий Беттина Хайнен-Айеш находилась в постоянных разъездах между Алжиром и Золингеном. Её часто можно было увидеть в «автомобиле, который когда-то был маркой R4». С «неизбежной сигаретой во рту» бороздила она просторы Алжира в поиске сюжетов для новых картин. Её любовь к Алжиру выросла из любви к своему мужу Хамиду, «свободному и смелому человеку», как описывала его Беттина.
В 1968 году работы Беттины Хайнен-Айеш приобрел Национальный музей изобразительных искусств Алжира, а в 1976 году Беттина была удостоена награды Гран-при города Алжир (Grand Prix de la ville d’Alger). В том же году она стала президентом Общества друзей Эрвина Бовина, скончавшегося в 1972 году. В 1992 году в Национальном музее изобразительных искусств Алжира состоялась ретроспектива из 120 работ Беттины. В 1993 году художница получила награду в области культуры от общественного фонда Баден в Золингене. В 2004 году в Алжире состоялась вторая большая ретроспектива её работ, которая проходила под патронажем министра культуры Алжира Халиды Туми. В 2006 году Беттина вновь была удостоена правительственной награды Алжира. В том же году пустовавший дом Беттины в Золингене был ограблен, воры похитили шесть картин Эрвина Бовина.
К 2018 году картины Беттины были представлены на более чем 100 персональных и многочисленных групповых выставках в Европе, Америке и Африке. В качестве творческого псевдонима за ней закрепилось имя «Беттина», которое также использовалось в арабском написании بتينا Жизнь и творчество Беттины представлены в книгах и фильмах. В 2012 году впервые после войны Беттина вернулась в Кройцталь, городок в регионе Альгой, в сопровождении съемочной группы телеканала Баварии Bayerischen Rundfunk.
Беттина Хайнен-Айеш умерла 7 июня 2020 г. в возрасте 82 лет в Мюнхене. В 2020 году на доме, где она выросла, известном как «Черный дом», была установлена мемориальная доска, посвященная ей и её друзьям из общества художников.

## Произведения

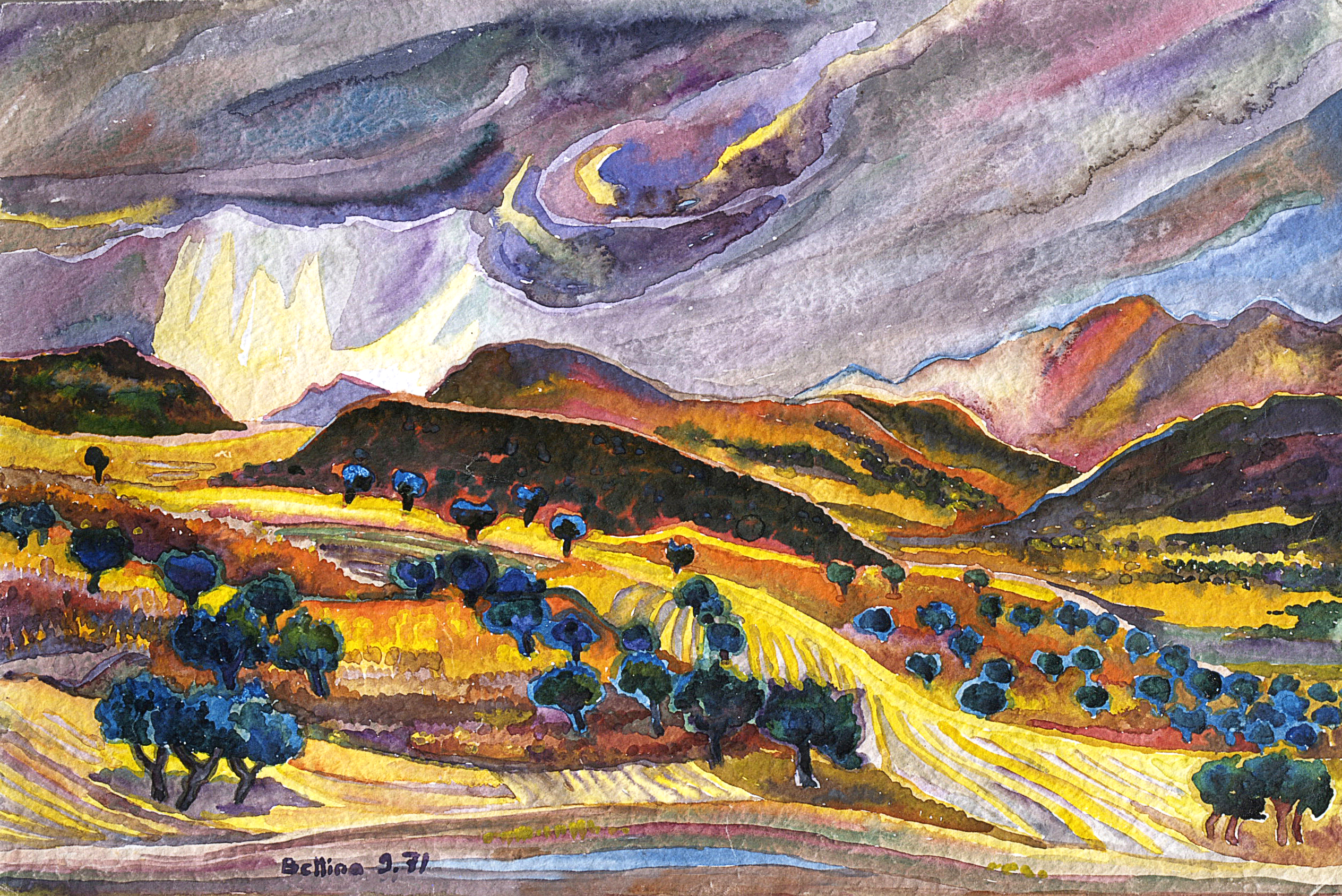
Летняя гроза в Алжире 1974 г.

В рамках полученного образования Беттина Хайнен-Айеш изучала все техники живописи, но выбрала в качестве основной акварельную живопись. Будучи художником-пленэристом, Беттина создала множество пейзажей, реже она писала портреты. Благодаря пребыванию в Алжире, Беттина разработала свою собственную технику. В отличие от Европы, в Алжире из-за сухого и жаркого климата акварельные краски не смешивались на листе, а сразу высыхали. На этой основе Беттина выработала свой подход: «Я собираю сильные цвета как мозаику, мазок за мазком», — говорила она. — «Сочетания интенсивных цветов создают яркий образ пейзажей и света Алжира». В годы терроризма, с 1990-х по 2000-е годы, Беттина могла писать в Алжире лишь портреты, натюрморты и виды из окна, поскольку путешествовать было невозможно.
По словам Беттины, Алжир изменил не только её технику, но и её саму. Она отошла от «европейских предрассудков» и «прислушалась» к прекрасной природе Гельмы. «Южная гора, Махуна, ее поля пленяют и захватывают все мои чувства и будоражат мои фантазии. Я рисую этот край весной, когда зелень полей, усеянных красными точками маков, светится всеми своими оттенками, вдали от густой зелени Европы; летом, когда ее синие и фиолетовые вершины возвышаются над завораживающим золотом пшеничных полей; зимой, когда красный цвет земли обладает невероятной силой, которую так трудно изобразить!»
В 1967 году журналист Макс Метцкер написал о Беттине Хайнен-Айеш в газете «Дюссельдорфские новости»: «Ей удается сделать пейзаж понятным даже для тех, кто его не видел. Ее портреты — это не только изображения людей, но и описание души, проникающее в самые ее глубины.»

## Выставки (выборочные)
- 1955 — Курзал в Бад-Хомбурге.
- 1957 — Музей Северной Фрисландии. Ниссенхаус Хусум; Копенгаген, Немецкий клуб.
- 1958 — замок Welfenschloss Münden.
- 1961 — Берн, Галерея Шнайдера.
- 1962 — Каир, Немецкий институт культуры
- 1963 — Золинген, Немецкий музей клинка.
- 1966 — Дюссельдорф, Международный учебный центр «Мосты»
- 1970 — Тунис, выставка в Салоне искусств
- 1972 — Гамбург, Галерея современного искусства
- 1973 — Шпринге, Музей в крепости; Рабат, Институт имени Гёте; Касабланка, Институт имени Гёте
- 1976 — Гладбекк, Музей в Замке Витринген
- 1980 — Ремшайд, Городской музей, Исторический музей Хастен
- 1984 — Дамаск, Институт имени Гёте. Национальный музей Дамаска приобрел картины; Алеппо, Национальный музей
- 1986 — Эль-Уэд, Дом культуры
- 1990 — Вюрцбург, Зал Отто Рихтера, Freunde Mainfränkischer Kunst und Geschichte e. V. (Общество друзей франконского искусства и истории); Париж, Центр алжирской культуры.
- 1992 — Эрендел, Малая галерея
- 1993 — Алжир, Большая ретроспектива, на которой было представлено более 120 картин из Национального музея изобразительных искусства Алжира. Музей приобрел картины.
- 1998 — Золинген, Гимназия им. Августа Дике, к 125-летию со дня основания гимназии.
- 2000 — Золинген, Музей искусства Бадена; Париж, мэрия города
- 2002 — Алжир, Немецко-алжирское общество
- 2003 — Ахен, Французский культурный центр в рамках года алжирской культуры во Франции
- 2004 — Алжир, вторая большая ретроспектива из 100 картин в Национальном музее Алжира, проходила под патронажем Министра культуры Туми,_Халида
- 2008 — Анже, Анжерский замок
- 2017 — Георгсмариенхютте, Музей Виллы Штамер

## Награды
- 1976 — Беттина Хайнен-Айеш получила награду Grand Prix de la ville d’Alger (Гран-при города Алжир)
- 1993 — вручена награда в области культуры от Общественного фонда Бадена, Золинген
- 1998 — город Константина в Алжире отметил художницу почетной наградой
- 2003 — министром культуры Халидой Туми вручена государственная награда Алжира в качестве признания заслуг художницы в целом
- 2006 — вручена официальная награда от Министерства культуры Алжира

## Публикации
- (В качестве редактора) Ганс Хайнен: От полноты жизни. Стихотворения. Из-во U-Form, Золинген.
- (В качестве редактора) Эрвин Бовин: Красивая игра между духом и миром — моя жизнь художника. ISBN 3-88234-101-7.
- (В качестве редактора) Эрвин Бовин. Список работ — Каталог Raisonné. Из-во U-Form, Золинген, 1999, ISBN 3-88234-103-3.

## Фильмы
- 1992: Беттина Хайнен-Айеш, Письмо Эрвину Бовину, Портрет художника (Хассан Буабделла, студия Visualis Production, Алжир, 1992. Немецкая версия: Беттина Хайнен-Айеш, Письмо Эрвину Бовину. Совместное производство студии Visualis Production и Avalon Film+TV-Produktion, Золинген, 1992)
- 2002: Беттина Хайнен-Айеш, Гимн природе (Boualem Aissaoui, CYM Audiovisuel, Алжир)
- 2010: Искусство воспоминаний (репортаж о первой поездке Беттины Хайнен-Айеш в Кройцталь после окончания войны, «Между Шпессартом и Карвенделем»)
- 2015: Точка исчезновения в Альгое — искусство воспоминаний: Эрвин Бовин в Кройцтале (реж. Георг Байерле и Руди Хольцбергер. Фонд Байерле-Кюмпфель-Хольцбергера)
- 2017: Беттина Хайнен-Айеш — художница из Золингена в Алжире (к 80-летию художницы в формате «Lokalzeit Bergisches Land» радиостанции WDR)

## Вебсайты
Commons: Беттина Хайнен-Айеш https://commons.wikimedia.org/wiki/Category:Bettina_Heinen-Ayech?uselang=de - Собрание картин, видео- и аудиофайлов.
Репродукции работ Беттины Хайнен-Айеш: www.bettina-heinen-ayech.com.
Беттина Хайнен-Айеш — протагонист колонии художников «Черный дом»: www.schwarzes-haus.com.
Lokalzeit Bergisches Land: Беттина Хайнен-Айеш — Алжирская художница из Золингена. https://www.ardmediathek.de/tv/Lokalzeit-Bergisches-Land/Bettina-Heinen-Ayech-die-Algerien-Male/WDR-Fernsehen/Video?bcastId=7293604&documentId=48779956 На сайте: ardmediathek.de. 28 декабря 2017 г., получено 3 ноября 2018 г.